# Фаличен стадий
Фаличният стадий е третият стадий от теорията на Зигмунд Фройд за психосексуално развитие и се проявява между 3 и 6-годишна възраст. Източникът на удоволствието са гениталиите. Това също е стадий, където се появява Едиповият комплекс. Едиповият комплекс се състои в това, че момчетата в този стадий изпитват несъзнателно сексуално влечение към майките си. Аналогично при момичетата се проявява така нареченият комплекс на Електра. Въведен от Карл Юнг през 1913 г., терминът „комплекс на Електра“ е категорично отхвърлен от самия Фройд. Момичетата, при които се проявява комплексът на Електра, се „състезават“ с майките си, за да получат вниманието на бащите си. Те искат бащите си само за себе си. От своя страна, момчетата в този стадий са в „състезание“ с бащите си за вниманието на майките си и искат да се „оженят“ за тях. Те могат да приемат чертите на бащите си и да се стремят да бъдат като тях, за да попучат от майчиното внимание.
За фазата е характерно и още нещо. Фройд смята, че в тази фаза момчетата могат да развият Кастрационен комплекс, а момичетата – съответно комплекс на Завист за пениса. При момчетата това може да се получи, когато постоянно им се повтаря, че ако не слушат, ще им отрежат пениса. Фройд изказва предположение, че малкото момче може да види сестричката си, докато ги къпят или по време на детска игра, и забелязвайки, че тя няма пенис, да си помисли, че е бил отрязан поради наказание, което да засили проявата на комплекса. Така момчето решава да се идентифицира с бащата (поради страха от кастрация от него). При момичетата се появява завист за пениса, тъй като те могат да видят (в аналогични ситуации), че момчетата имат пенис и да изпитат завист, че и те нямат такова нещо. Фройд изказва предположение, че дъщерята впоследствие би искала да има син и така непряко и тя да притежава пенис. Впоследствие дъщерята се идентифицира с майката и нейната роля. Ако съответните комплекси при момчетата или при момичетата не бъдат разрешени, това може да доведе до импотентност, фригидност, сексуални смущения, страх от сексуални контакти и други.

## Женска сексуалност и критика на теориите на Фройд
Фройд вярва, че е естествено за децата от женски пол на този стадий да се фокусират върху клитора като техен основен орган на сексуално удоволствие. Той вярва, че с достигането на гениталния стадий и сексуална зрялост фокусът на удоволствие се премества от клитора към влагалището. Има значителна критика относно тази теория, описваща възрастните жени, които продължават да си доставят удоволствие и/или оргазъм от клиторна стимулация като недостигнали пълна сексуална зрялост.